# Robert Gordon Latham

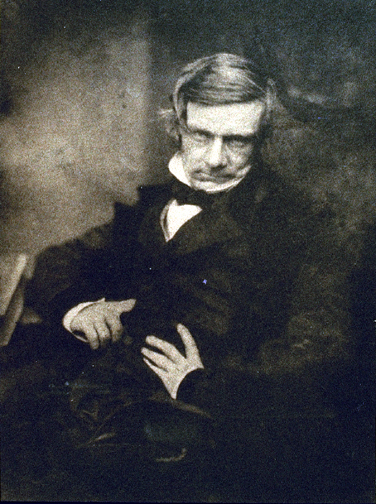
Robert Gordon Latham

Robert Gordon Latham (* 24. März 1812 in Billingborough, Lincolnshire; † 9. März 1888 im London Borough of Wandsworth in London) war ein englischer Linguist und Ethnologe.

## Leben
Latham war der älteste Sohn des Geistlichen Thomas Latham (1770/71–11. Mai 1846), der seit 1803 Vikar von Billingborough und seit von 1826 bis zu seinem Tod von Sempringham war. Ab 1819 besuchte er das Collage in Eton und wechselte 1829 ans King’s College (University of Cambridge), um dort Medizin zu studieren. 1832 machte er seinen Bachelor und wurde bald darauf zum Fellow gewählt. Obwohl er eigentlich zum Arzt bestimmt war, wandte er sich dem Studium der Philologie zu. Auf einer Studienreise von 1832 bis 1833 weilte er in der Nähe von Hamburg, dann in Kopenhagen und schließlich in Christiania. Hier befasste er sich insbesondere mit den skandinavischen Sprachen. So entstanden die Übersetzungen von Esaias Tegnérs Axel und Frithjofssage sowie das Werl Norway and the Norwegians. Nach seiner Rückkehr wurde er 1839 zum „Professor für englische Sprache und Literatur“ an das University College nach London berufen. Er veröffentlichte 1841 sein Lehrbuch The English Language über die Englische Sprache. Latham beschloss in den medizinischen Beruf einzutreten und wurde 1842 Lizenziat des Royal College of Physicians und schloss sein Studium an der University of London als Doktor der Medizin ab. Anschließend wurde er Dozent für forensische Medizin und Materia medica am Middlesex Hospital und wurde 1844 Assistenzarzt dieses Krankenhauses.
Sein besonderes Interesse lag jedoch auf der Ethnologie und der Philologie, so dass er 1849 die Medizin aufgab und seine Ämter niederlegte. 1852 wurde ihm die Leitung der ethnologischen Abteilung des Kristallpalastes übertragen. 1862 legte er gegen die zentralasiatische Theorie der Herkunft der Arier Protest ein. Zudem widmete er sich einer gründlichen Überarbeitung von Samuel Johnsons Wörterbuch der englischen Sprache (englisch A Dictionary of the English Language), das er 1870 vollendete. Anschließend verwandte er viel Zeit darauf seine Dissertation on the Hamlet of Saxo Grammaticus and of Shakespeare zu verfassen. Ab 1863 legte Latham alle seine Ämter nieder, erhielt Rentenzahlungen und zog sich ins Privatleben zurück.
Er war seit 1848 mit Elizabeth (geborene Cottam) verheiratet, der Tochter von George Cottam. Zuletzt litt er an Aphasie und starb 1888 in Putney. Sir Edward Shepherd Creasy (1812–1878) war sein Schwager.

## Rezeption
Latham war maßgeblich an der Gründung der Philological Society in London beteiligt. Als 1852 in Sydenham (London Borough of Lewisham) eine ethnologische Abteilung im Kristallpalast etabliert wurde, ging dies auf Lathams Initiative zurück. Er verfasste 1854 gemeinsam mit Edward Forbes eine Abhandlung über die Abteilung für Naturgeschichte des Kristallpalastes, wobei er den Teil der Ethnologie verfasste und Forbes für Botanik und Zoologie zuständig war.
Sein wissenschaftlicher Ruf ist weniger in seinem medizinischen denn in seinem sprachwissenschaftlichen Können begründet. Gerade seine ethnologischen und linguistischen Untersuchungen wurden von Fachleuten seiner Zeit hoch gelobt. Latham ging mit seiner Treatise on the English language als einer der ersten auf die historische Entwicklung der englischen Sprache ein.
Theodore Watts, ein langjähriger enger Freund, charakterisiert Latham als:

“one who for brilliance of intellect and encyclopædic knowledge had, in conversation at least, scarcely an equal among his contemporaries, and who certainly was less enslaved by authority than any other man”

„jemanden, der in Bezug auf Brillanz des Intellekts und enzyklopädisches Wissen, zumindest in Gesprächen, unter seinen Zeitgenossen kaum seinesgleichen hatte und der sicherlich weniger von Autoritäten versklavt war als jeder andere Mann“

Seine Arbeiten zur englischen Sprache wurden mehrfach neu aufgelegt, bis sie von denen durch die Schriften der Philologen Richard Morris (1833–1894) und Walter William Skeat abgelöst wurden. Im Bereich der Lexikografie war er hingegen wenig erfolgreich.

## Werke (Auswahl)
Viele seiner Arbeiten erschienen in den Reports der Britischen Vereinigung zur Beförderung der Wissenschaften, dem Philosophical Magazine, dem Philosophical Journal und andern Zeitschriften oder in der Tagespresse.
als Autor
- Norway and the Norwegians. London 1840 (2 Bände)
- A grammar of the English language for … commercial schools. Taylor; Walton & Marberly, London 1850 (archive.org).
- Treatise on the English language. 5. Auflage, 1862.
- History and etymology of the English language. 1849.
- Handbook of the English language. 9. Auflage, 1875.
- Natural history of the varieties of man. 1850.
- The Germania of Tacitus: with ethnological dissertations and notes. Taylor, Walton, and Maberly London 1851 (archive.org).
- Man and his migrations. 1851.
- Ethnology of British colonies. John Van Voorst, London 1851 (archive.org).
- Ethnology of the British Islands. John Van Voorst, London 1852 (archive.org).
- Ethnology of Europe. John Van Voorst, London 1852 (archive.org).
- The native races of the Russian empire. 1854.
- Varieties of the human species. 1855.
- Descriptive ethnology. 1859 (2 Bde.)
- The nationalities of Europe. 1863 (2 Bde.)
- Russian and Turk. 1878.
- Logic in its application to language. 1856.

als Herausgeber
- Robert Gordon Latham: Elements of comparative philology. 1862. (basiert auf Samuel Johnsons und Henry John Todds Dictionary of the English Language)
- John Mitchell Kemble: Horae Ferales, or Studies in the Archaeology of Northern Nations.